# پونتیپرید
پونتیپرید (به انگلیسی: Pontypridd) یک شهرک در ولز است که در روندا کنون تاو واقع شده‌است پونتیپرید ۳۲٬۶۹۴ نفر جمعیت دارد.

## نگارخانه

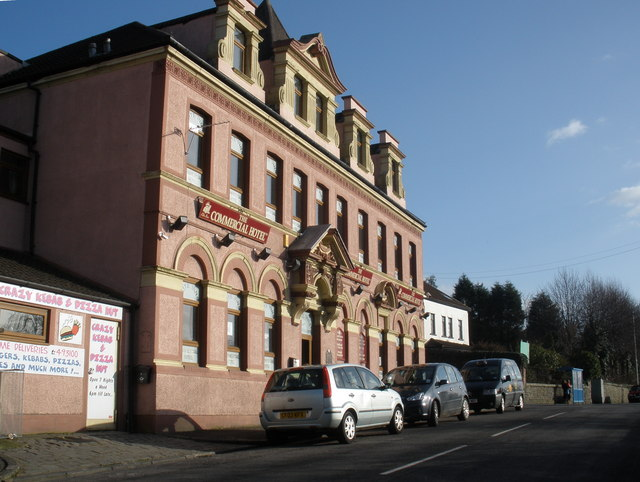
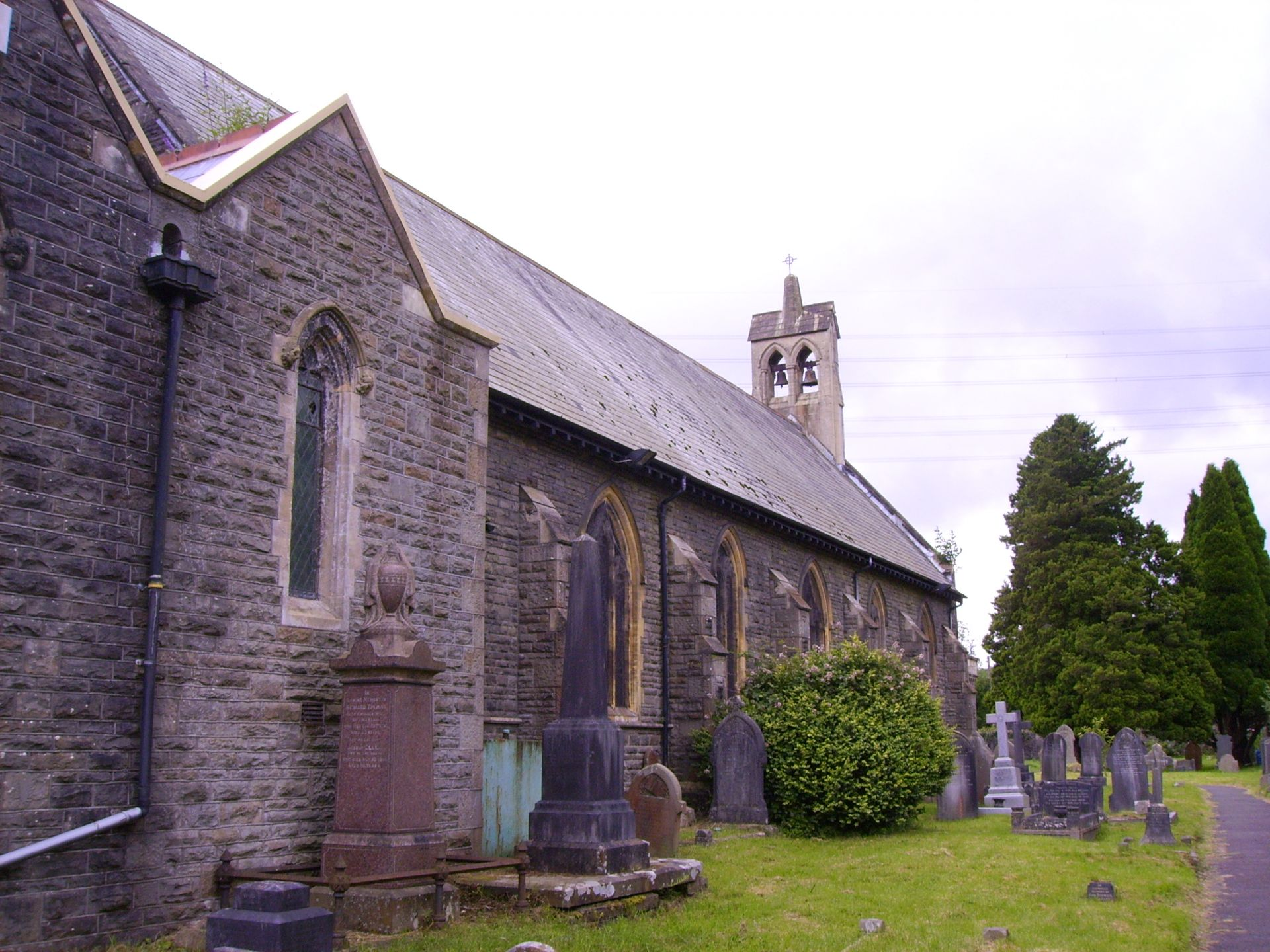
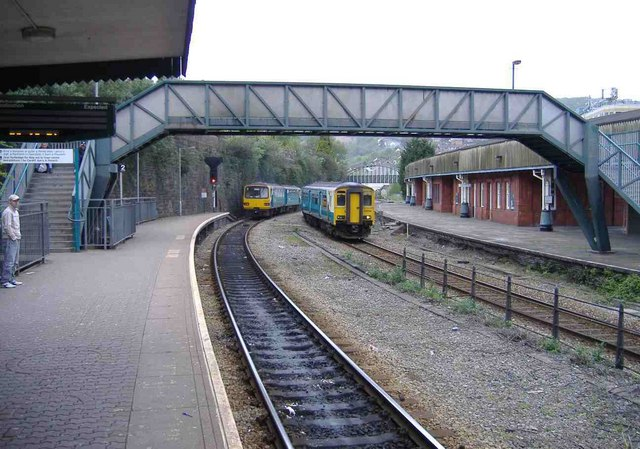
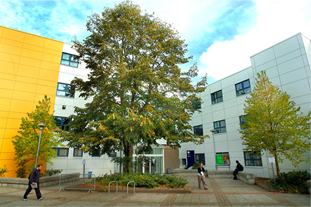
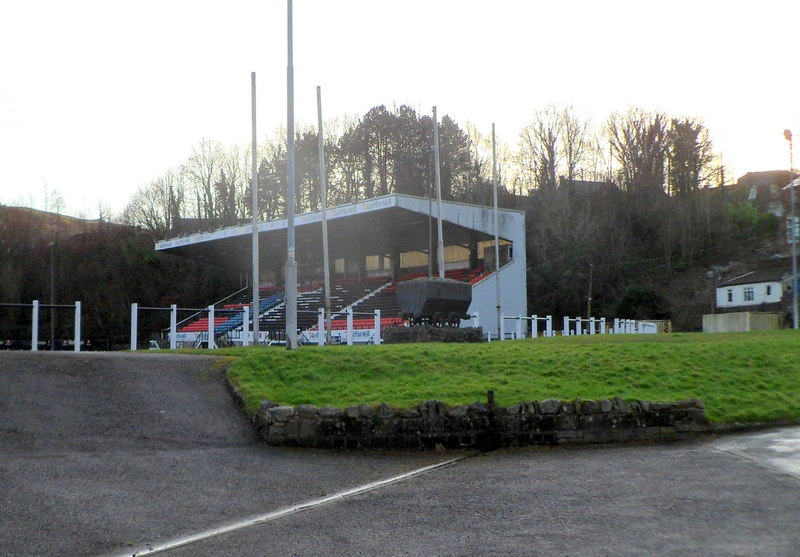
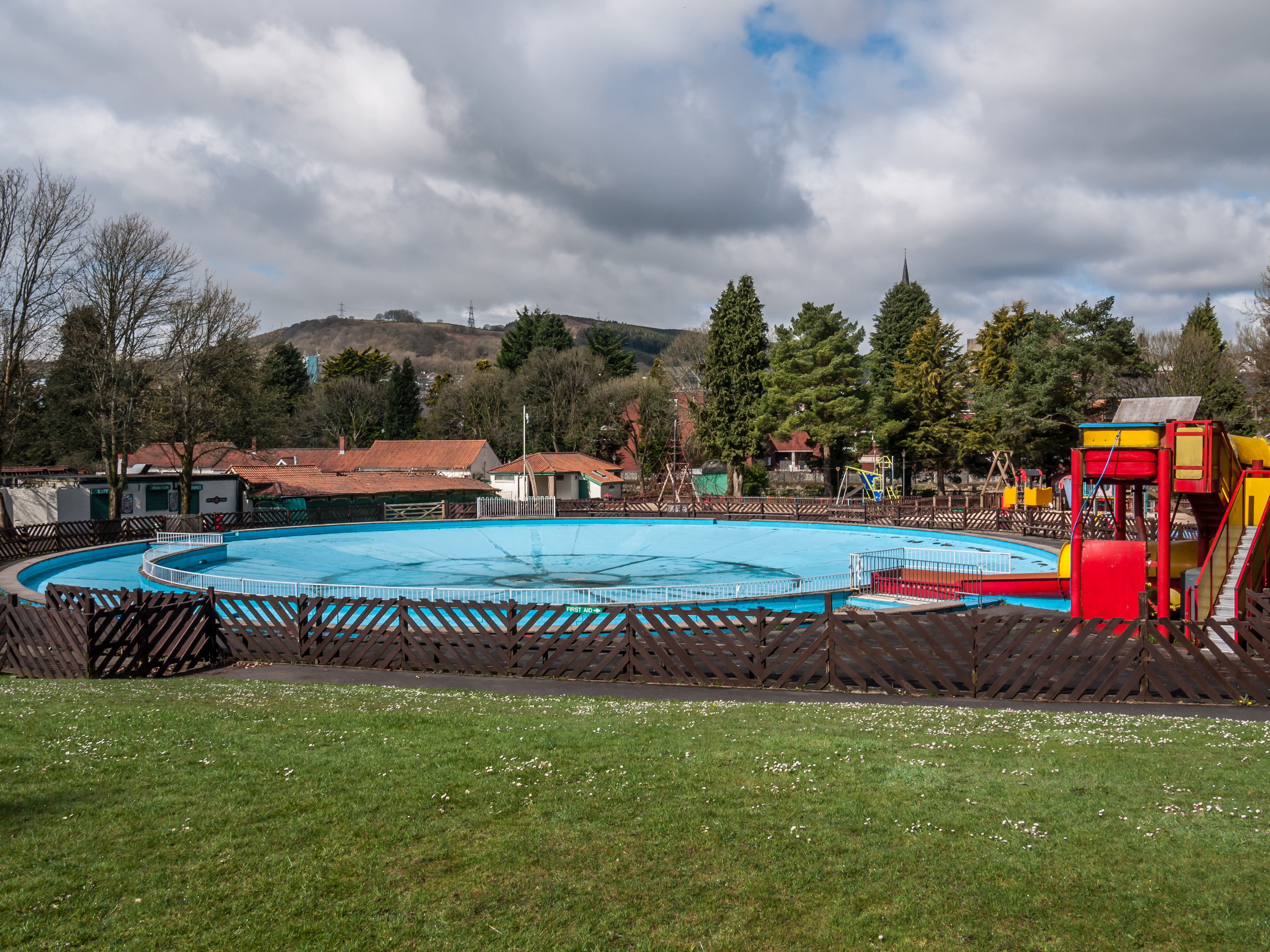
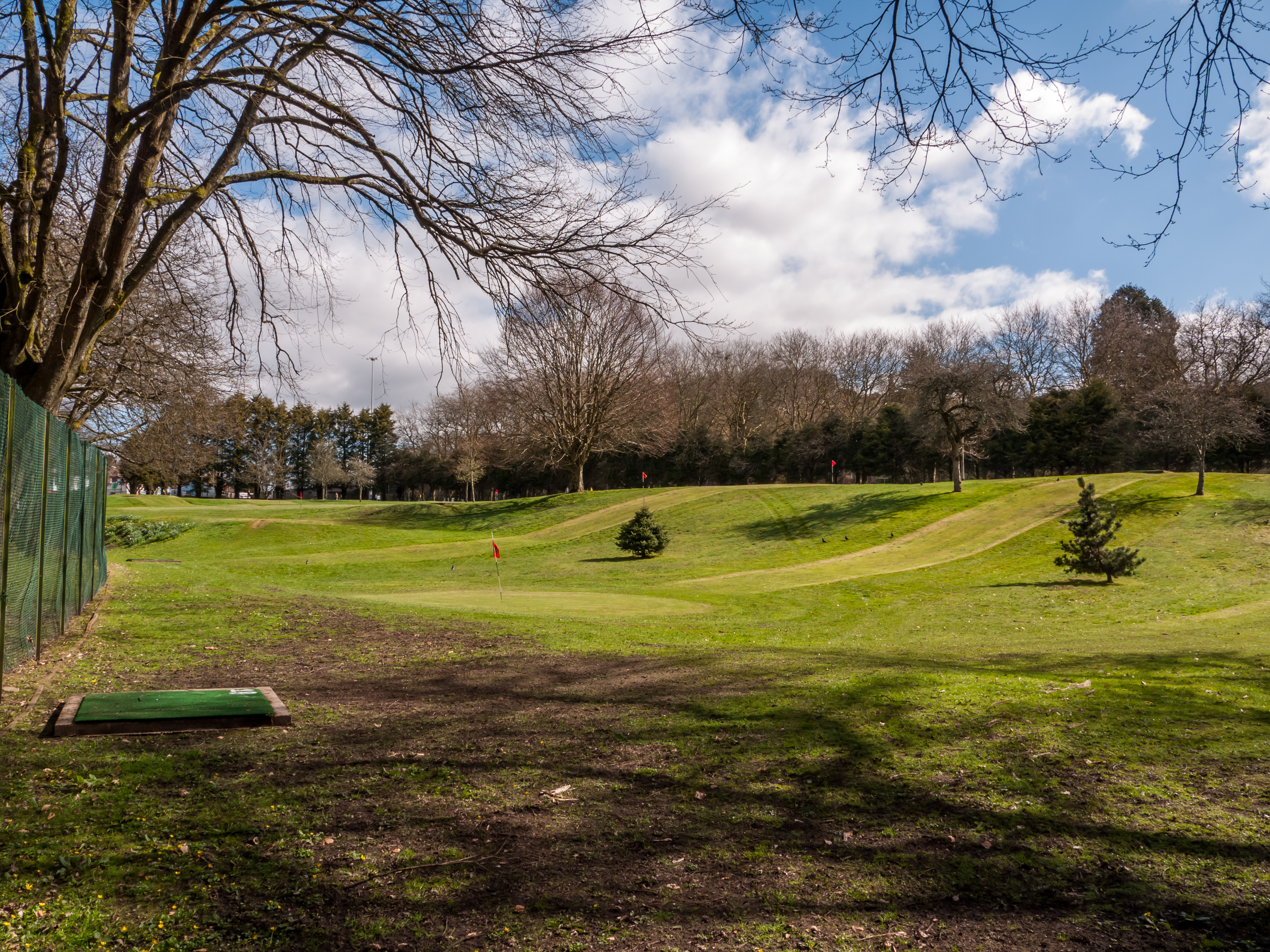